# Pakxe
Pakxe er en by i det sydlige Laos med et indbyggertal (pr. 2005) på cirka 88.000. Byen ligger på bredden af Mekongfloden og er hovedstad i provinsen Champasak.
15°07′N 105°47′Ø / 15.117°N 105.783°Ø
- Wikimedia Commons har flere filer relateret til Pakxe